# Markku Alén
Markku Allan Alén (Helsinki, 15 febbraio 1951) è un pilota di rally finlandese, principalmente noto al pubblico del rally per i successi conseguiti con le vetture del gruppo FIAT. Dotato di grandi capacità velocistiche volto sempre alla vittoria, era soprannominato "Maximum Attack", sostenendo che un pilota, indipendentemente dal risultato, dovesse dare sempre il 110%. Per questa sua determinazione divenne popolare tra gli appassionati di rally.

## Biografia

### Gli inizi e gli anni nel Gruppo FIAT-Lancia

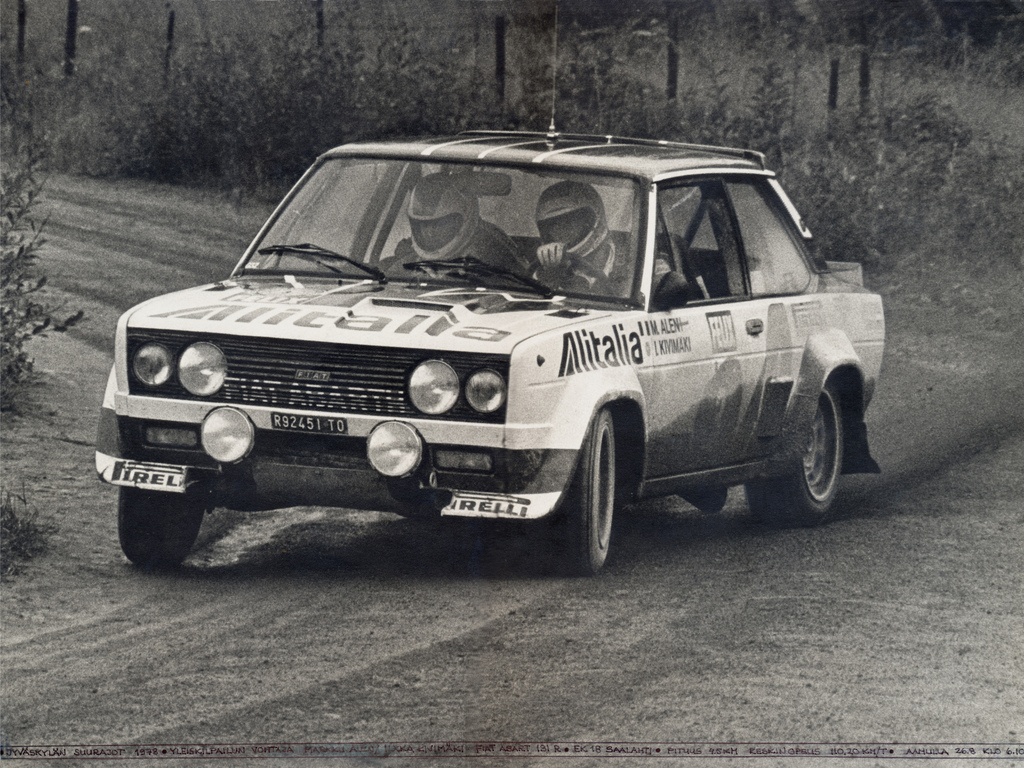
Alén su Fiat 131 Abarth Rally al Mille Laghi (1978)

Cominciò a gareggiare nel Mondiale con la Volvo ottenendo buoni risultati e nel 1974 venne ingaggiato dalla FIAT. Con la 124 Abarth giunse terzo in Portogallo e al 1000 Laghi dello stesso anno, mentre nel 1975, dopo il terzo posto al Rally di Monte Carlo, arrivò la prima vittoria in Portogallo. Nel 1976 iniziò lo sviluppo della 131 Abarth con la quale vinse il 1000 Laghi seguito però da due ritiri al Sanremo e al RAC. Torna alla vittoria nel Rally del Portogallo nel 1977 sempre con la berlinetta torinese ma il resto della stagione è un po' deludente, anche se la FIAT vinse il Campionato del Mondo.
Il 1978 è sicuramente il suo anno migliore: terzo in Svezia, primo in Portogallo, secondo all'Acropoli, primo in Finlandia al 1000 Laghi, secondo in Canada con la 131, poi vince il Rally di Sanremo con la Lancia Stratos. Grazie a questi risultati si aggiudica la Coppa Piloti FIA. Nel 1979 il gruppo FIAT riduce notevolmente la sua partecipazione al Mondiale dopo i titoli '77-'78. Alén partecipa al Rally di Monte Carlo (3º), al Rally di Svezia (4º), al Safari (3º), al 1000 Laghi (1º), al Sanremo (6º) e al RAC (5º). Nel 1980 la FIAT torna nelle competizioni di rally con un nuovo programma ufficiale, ma Alén viene sovrastato dal compagno di squadra Walter Röhrl che diventa Campione del Mondo con la casa torinese sulla sua 131 Abarth. Maximum Attack vince comunque il rally 1000 Laghi. Nel 1978 e nel 1980 Alén vince anche il Giro Automobilistico d'Italia.
Nel 1981, complice l'avvento del nuovo regolamento delle vetture Gruppo B e l'entrata in scena della trazione a quattro ruote motrici (prima fra tutte l'Audi quattro) la 131 appare superata anche se Alén vince ancora in Portogallo e arriva 2º all'Acropoli e al 1000 Laghi. Nel 1982 comincia lo sviluppo della Lancia Rally 037, che puntava tutto su un telaio molto leggero e quindi con un peso inferiore rispetto alla rivale Audi quattro. Il debutto avviene in Corsica con Alén 9º. Questa gara è però funestata dall'incidente di Attilio Bettega, giovane promessa del vivaio FIAT. Il pilota trentino nell'urto si rompe entrambe le gambe rimanendo lontano dalle gare fino al 1983. Il prosieguo della stagione è una delusione con la vettura spesso ferma per guasti di natura meccanica. Al RAC, ultima gara del Mondiale, Alén conquista un 4º posto facendo ben sperare per il 1983.

Alén su Lancia Stratos HF al vittorioso Rally di Sanremo 1978

Per il 1983 la Lancia apporta numerose modifiche alla 037, che ora ambisce al Mondiale. Infatti come detto in precedenza la berlinetta italiana fa della leggerezza il suo punto di forza, ma non solo perché il vantaggio delle quattro ruote motrici dell'Audi sulla terra è minore, in proporzione, a quello della 037 su asfalto. Inoltre Cesare Fiorio ha riportato in squadra il Campione del Mondo in carica, Walter Röhrl, pagandolo oltre 1 miliardo di lire (record per l'epoca) per sole sei gare. Röhrl cercherà di aiutare Alén a vincere il titolo ma pretende di avere carta bianca al rally di Montecarlo, la gara da lui preferita. A Montecarlo vince Röhrl davanti ad Alén con le Audi incapaci di rispondere sull'asfalto del Principato. Markku è poi 4º in Portogallo, 1º in Corsica (dove rientra Bettega) e 2º all'Acropoli dove vince Rohrl. Tenta poi di superare il capolista Mikkola in Argentina (5º) e al 1000 Laghi (3º), vince a Sanremo, ma non può nulla sul connazionale Campione del Mondo e viene sopravanzato anche da Rohrl vincitore in Nuova Zelanda. La Lancia vince comunque il Campionato del Mondo Marche e la 037 è l'ultima vettura a due ruote motrici a vincerlo.
Intanto alla Abarth gli ingegneri cominciano a progettare una nuova berlinetta a motore posteriore centrale e con trazione integrale da impiegare nel Mondiale Rally. Il 1984 si apre con il passaggio di Rohrl all'Audi, che cerca la rivincita sui rivali italiani. Alén su Lancia 037 cerca di ottenere dei piazzamenti costanti a podio, ma fatica a contrastare l'Audi quattro A2 di Ingolstadt divenuta la vettura più competitiva: è 8º a Montecarlo, 2º in Portogallo, 4º al Safari, 1º in Corsica, 3º all'Acropoli, 2º in Nuova Zelanda e al 1000 Laghi e alla fine conquista un onorevole 3º posto nella classifica mondiale. Nel 1985 la 037 è ormai superata non solo dall'Audi Sport quattro, ma anche dalla nuova Peugeot 205 Turbo 16,che vince il Mondiale. In quella stagione accadde ciò che molti paventavano dall'avvento delle Gruppo B: in Corsica Attilio Bettega, che già tre anni prima aveva avuto qui un brutto incidente, esce di strada con la sua 037 scontrandosi contro degli alberi e morendo sul colpo. La Lancia si ritira dalla gara e salta le successive tre, proseguendo nello sviluppo della sua nuova vettura a trazione integrale: la Lancia Delta S4. Questa macchina fa il suo debutto al Rally MillePiste, in Francia, con Alén che si ritira per un guasto alle sospensioni. Sempre Alén arriva poi 3º al 1000 Laghi e 4º al Sanremo con la 037, dietro al giovane fuoriclasse della Lancia-Martini Henri Toivonen. La Delta S4 fa il suo debutto nel Mondiale al RAC, ultima gara della stagione '85, ottenendo subito un risultato prestigioso: 1º Toivonen, 2º Alén.

### 1986: il dramma di Toivonen e la grande occasione

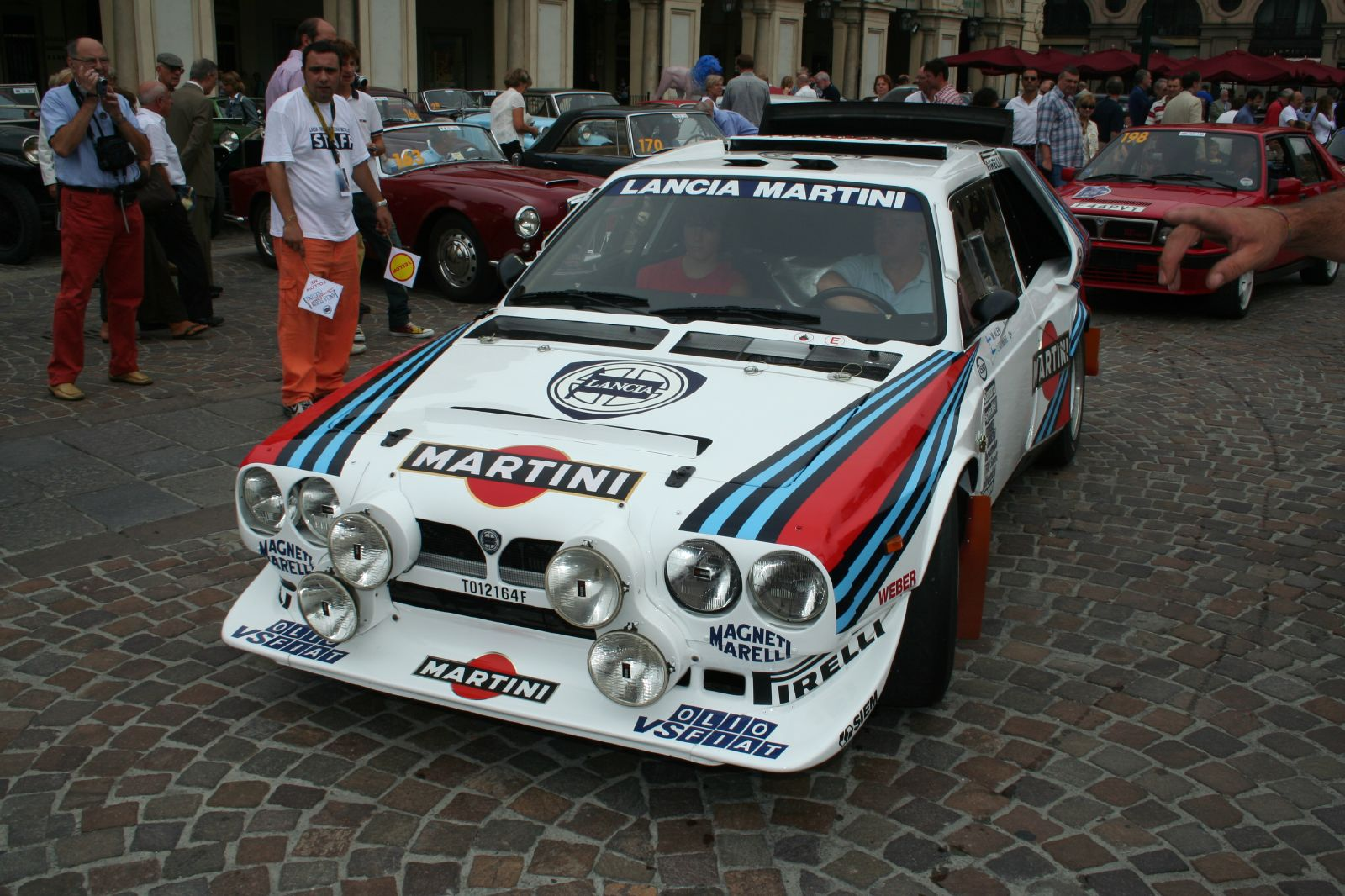
La Lancia Delta S4 di Alén (1986)

Il 1986 comincia male per Alén che si ritira a Montecarlo. Il suo compagno Toivonen, invece, vince nuovamente la gara, con un margine sul secondo arrivato, Salonen sulla 205, di oltre 4 minuti. In quel periodo Toivonen viene considerato il principale aspirante al titolo di campione del mondo, data la sua abilità nel guidare e nel gestire la competitiva Delta S4, in grado di erogare, grazie al sistema della doppia sovralimentazione, compressore volumetrico accoppiato al turbocompressore, oltre 500 CV. Anche in Svezia Toivonen è al comando prima di ritirarsi per il cedimento di una valvola. Alén, invece, arriva 2º dietro all'asso della Peugeot, Juha Kankkunen. Al Safari Alén, con la vecchia 037, giunge 3º, mentre Kankkunen è 5º. In Portogallo l'inadeguatezza delle misure di sicurezza previste per il pubblico causa un'altra tragedia: Joaquim Santos sulla Ford RS200 esce di strada centrando la folla; muoiono 3 persone, 30 i feriti gravi. I piloti ufficiali si ritirano in segno di rispetto verso le vittime. Fino a quel momento, nella prova portoghese le tre Lancia di Alén, Toivonen e Biason, nell'ordine, guidavano la classifica provvisoria. In Corsica, però, esattamente un anno dopo l'incidente di Bettega, un'altra tragedia colpisce il Team Lancia; Henri Toivonen, che corre con 38 di febbre, ma saldamente in testa alla gara con 2'45" di vantaggio su Bruno Saby, su Peugeot 205 T16 Evo2, esce di strada cadendo in un burrone, la Delta precipita e dopo vari cappottamenti si scontra con una macchia d'alberi, con il serbatoio della benzina che esplode all'impatto: il promettente pilota finlandese e il suo navigatore Sergio Cresto periscono intrappolati nel rogo della propria vettura.
È il 2 maggio, ore 14:58, stesso giorno della morte di Bettega, sia lui che Toivonen avevano sulle portiere il numero 4. Il Team Lancia si ritira e lascia campo libero alla Peugeot che vince con Bruno Saby. Dopo il dramma della scomparsa dell'equipaggio di punta del team Lancia, il compito di conquistare il titolo passa ad Alén. Il finlandese però non ottiene risultati utili in Grecia, dove si ritira per guasto meccanico. Vince Kankkunen, sempre più leader del Mondiale. In Nuova Zelanda Alén è 2º ancora dietro a Kankkunen e replica tale risultato anche in Argentina dietro al compagno di squadra Biasion, mentre Kankkunen si ritira. Il 1000 Laghi dell'86 può essere definita come la gara della vita per Alén: spinge forte subito guidando in maniera veloce sfiorando alberi e fossati. Durante la gara dice: "sto andando troppo veloce" come la cosa non lo riguardasse. Salonen e Kankkunen sono sbigottiti. Ma a 13 speciali dalla fine, quando tutto lascia presagire a una grande vittoria per Alén, il finlandese della Lancia esce di strada. Arriva comunque 3º dietro Kankkunen, ma questo mina particolarmente la sua rincorsa al titolo. Al Sanremo succede qualcosa di eclatante: nel corso della competizione le Peugeot sono squalificate e viene loro impedito di proseguire il rally. L'oggetto del contendere sono quelle che la casa francese dice che siano delle protezioni per il serbatoio ma secondo i commissari sono delle minigonne laterali per aumentare il carico e le ritengono irregolari. La Lancia, senza rivali, piazza le sue macchine ai primi tre posti con Alén 1º, Cerrato 2º, Biasion 3º. Fu curioso l'episodio che vide, in una delle ultime prove speciali del rally, Cerrato e Biason fermarsi e proseguire lentamente verso il termine della prova per poter permettere ad Alén di recuperare secondi preziosi e passare in testa, come voluto dal capo della squadra corse Lancia Cesare Fiorio. Alén arriva poi 2º al RAC e vince l'Olympus Rally, ultima gara del Mondiale.
Alén è Campione del Mondo. Il finnico, che dopo il Rally della Nuova Zelanda aveva 20 punti di ritardo da Kankkunen, ha rimontato il divario. Undici giorni dopo la conclusione dell'Olympus, però, la FIA accoglie il ricorso della Peugeot contro la squalifica di Sanremo, e non potendo riammettere le vetture francesi nell'ordine d'arrivo perché era stato loro impedito di terminare la gara, annulla il Rally di Sanremo cancellandone i risultati. Così il Mondiale piloti passa da Alén a Kankkunen.

### Gli ultimi anni e il ritiro

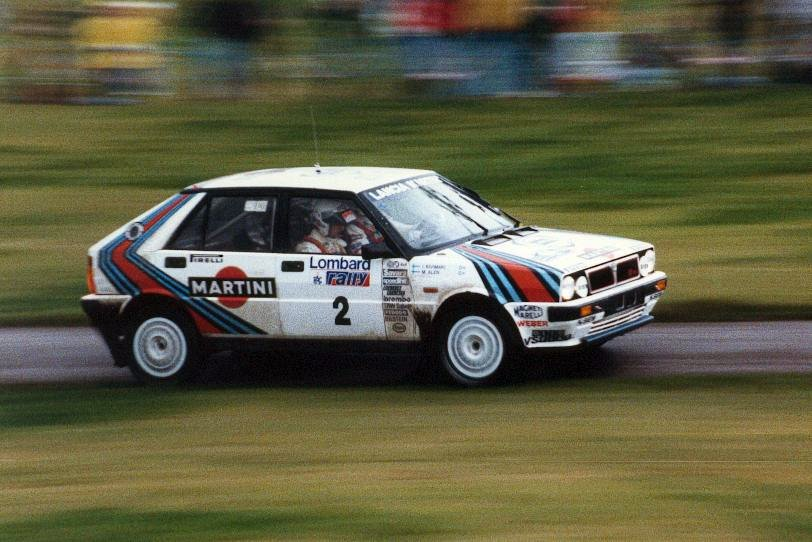
Alén sulla Lancia Delta HF 4WD al RAC Rally (1987)

Dopo l'incidente di Toivonen, la FIA abolisce le Gruppo B a favore delle meno potenti Gruppo A. La Lancia conferma Biasion e Alén e ingaggia il Campione del Mondo Kankkunen. La Lancia Delta diventa la vettura più competitiva. La 4WD, nel 1987, si aggiudica il Mondiale vincendo 9 delle 11 gare cui partecipa. Alén e Kankkunen rivaleggiano ancora nel Mondiale con Markku 1º in Portogallo, Acropoli e 1000 Laghi. La sfida decisiva è al RAC: tanto Alén quanto Kankkunen compiono diversi errori, soprattutto
Maximum Attack si cappotta una volta, esce quattro volte di strada, ma ogni volta rientra con lo stesso spirito e la stessa voglia di vincere. Tuttavia il verdetto premia Kankkunen (1º), mentre Alén è 5º. Nell'88 Kankkunen si trasferisce alla Toyota, tuttavia a vincere è Biasion, Alén si accontenta di fare lo scudiero e di vincere il Rally di Svezia sulla vecchia 4WD, il 1000 Laghi e, finalmente, il RAC, la gara più agognata dal pilota di Helsinki sulla nuova Delta Integrale.
Questa gara è l'ultima vittoria di Alén e forse anche la più bella: il tempo è pessimo, il peggiore degli ultimi venti anni, con tantissima neve. Nel tratto di foresta, che non gli è congeniale, perde in breve tutto il vantaggio accumulato. Alén rimonta sugli avversari e arriva al traguardo con 5 minuti di vantaggio su Salonen con la sua Mazda 323.  Nel 1989 la sua partecipazione diminuisce drasticamente causa l'ingaggio di Didier Auriol e arriva solo il 3º posto in Australia e il 2º in Portogallo, mentre si ritira per noie meccaniche al 1000 Laghi.
Nel '90 passa alla Subaru, ma non trova più lo smalto di un tempo. Nel '92 è ingaggiato dalla Toyota dove raggiunge come risultato migliore il 3º posto al solito 1000 Laghi che è la sua ultima gara nel '93 a bordo della Subaru Impreza. Torna a gareggiare nel Rally della Costa Smeralda nel 2001 e 2002 arrivando in entrambe le occasioni 4º.
Nel 2003 partecipa al Neste Rally, quello che una volta era il 1000 Laghi, arrivando 16º, ma dimostrando comunque di essere in grande forma pur avendo compiuto 52 anni. In seguito diventa telecronista del Mondiale Rally per la televisione finlandese.

### Il ritorno alla Dakar
Come molti ex piloti di rally, Alèn non ha saputo resistere al fascino del Rally Dakar, ha infatti preso parte al rally raid africano, nella categoria camion nel 2006 su Iveco, ottenendo un 7º posto finale.

## Palmarès
- Coppa FIA piloti nel 1978

### Vittorie nel WRC
| Anno | Rally                  | Navigatore     | Vettura                | Squadra          |
| ---- | ---------------------- | -------------- | ---------------------- | ---------------- |
| 1975 | Rally del Portogallo   | Ilkka Kivimäki | Fiat 124 Abarth Rally  | Fiat Rally       |
| 1976 | Rally di Finlandia     | Ilkka Kivimäki | Fiat 131 Abarth        | Autonovo         |
| 1977 | Rally del Portogallo   | Ilkka Kivimäki | Fiat 131 Abarth        | FIAT             |
| 1978 | Rally del Portogallo   | Ilkka Kivimäki | Fiat 131 Abarth        | Fiat Alitalia    |
| 1978 | Rally di Finlandia     | Ilkka Kivimäki | Fiat 131 Abarth        | Alitalia Fiat    |
| 1978 | Rally di Sanremo       | Ilkka Kivimäki | Lancia Stratos HF      | Lancia Pirelli   |
| 1979 | Rally di Finlandia     | Ilkka Kivimäki | Fiat 131 Abarth        | Alitalia Fiat    |
| 1980 | Rally di Finlandia     | Ilkka Kivimäki | Fiat 131 Abarth        | Fiat Rally / ASA |
| 1981 | Rally del Portogallo   | Ilkka Kivimäki | Fiat 131 Abarth        | Fiat Auto Torino |
| 1983 | Tour de Corse          | Ilkka Kivimäki | Lancia 037 Rally       | Martini Racing   |
| 1983 | Rally di Sanremo       | Ilkka Kivimäki | Lancia 037 Rally       | Martini Racing   |
| 1984 | Tour de Corse          | Ilkka Kivimäki | Lancia 037 Rally       | Martini Racing   |
| 1986 | Olympus Rally          | Ilkka Kivimäki | Lancia Delta S4        | Martini Lancia   |
| 1987 | Rally del Portogallo   | Ilkka Kivimäki | Lancia Delta HF 4WD    | Martini Lancia   |
| 1987 | Rally dell'Acropoli    | Ilkka Kivimäki | Lancia Delta HF 4WD    | Martini Lancia   |
| 1987 | Rally di Finlandia     | Ilkka Kivimäki | Lancia Delta HF 4WD    | Martini Lancia   |
| 1988 | Rally di Svezia        | Ilkka Kivimäki | Lancia Delta HF 4WD    | Martini Lancia   |
| 1988 | Rally di Finlandia     | Ilkka Kivimäki | Lancia Delta Integrale | Martini Lancia   |
| 1988 | Rally di Gran Bretagna | Ilkka Kivimäki | Lancia Delta Integrale | Martini Lancia   |

## Riconoscimenti
- Inserito nella Rally Hall of Fame nel 2018.

## Curiosità
- Il figlio Anton ha seguito le sue orme e corre con successo nell'Intercontinental Rally Challenge a bordo della Grande Punto Abarth.
- In un'intervista ha dichiarato nel suo caratteristico italiano che «L'importante non è fare 99%, ma 110%. Meglio in testa a rally poi fai incidente o cappottare: se tu fare 99% solo decimo o undicesimo e nessuno te conosce. Prime gare al RAC o 1000 Laghi io sempre primo, dopo cappottato o incidente. Se tu fare maximum attack tu vince oppure fare incidente e questo per me è piede giusto per giovane in prime gare. Oggi difficile perché macchina costa molto e molti dicono piano, piano ma se accetti questo meglio restare national rally no gare internazionale. Tu tira o resta a casa».

## Risultati nel ICM/WRC
- 1972 -  Volvo - Volvo 142 - 12° nel Rally di Gran Bretagna

| 1973 | Scuderia   | Vettura                             |  |  |  |  |  |  |  |   |  |  |  |   |  |  |  |  | Punti | Pos. |
| ---- | ---------- | ----------------------------------- |  |  |  |  |  |  |  | - |  |  |  | - |  |  |  |  | ----- | ---- |
| 1973 | Motorcraft | Volvo 142 e Ford Escort RS 1600 MKI |  |  |  |  |  |  |  | 2 |  |  |  | 3 |  |  |  |  |       |      |

| 1974 | Scuderia                               | Vettura                                         |   |  |   |     |     |   |     |    |  |  |  |  |  |  |  |  | Punti | Pos. |
| ---- | -------------------------------------- | ----------------------------------------------- | - |  | - | --- | --- | - | --- | -- |  |  |  |  |  |  |  |  | ----- | ---- |
| 1974 | FIAT, Fiat Rally e Ford Motor Co. Ltd. | Fiat 124 Abarth Rally e Ford Escort RS 1600 MKI | 3 |  | 3 | Rit | Rit | 2 | Rit | SQ |  |  |  |  |  |  |  |  |       |      |

| 1975 | Scuderia                    | Vettura                             |   |   |  |  |     |   |     |     |  |     |  |  |  |  |  |  | Punti | Pos. |
| ---- | --------------------------- | ----------------------------------- | - | - |  |  | --- | - | --- | --- |  | --- |  |  |  |  |  |  | ----- | ---- |
| 1975 | Fiat Rally, FIAT e Fiat SpA | Fiat 124 Abarth Rally e Datsun 160J | 3 | 6 |  |  | Rit | 1 | Rit | Rit |  | Rit |  |  |  |  |  |  |       |      |

| 1976 | Scuderia                              | Vettura                                 |   |  |  |  |  |    |   |     |  |     |  |  |  |  |  |  | Punti | Pos. |
| ---- | ------------------------------------- | --------------------------------------- | - |  |  |  |  | -- | - | --- |  | --- |  |  |  |  |  |  | ----- | ---- |
| 1976 | FIAT, Fiat Rally, Autonovo e Fiat SpA | Fiat 124 Abarth Rally e Fiat 131 Abarth | 6 |  |  |  |  | 12 | 1 | Rit |  | Rit |  |  |  |  |  |  |       |      |

| 1977 | Scuderia                         | Vettura         |     |     |   |  |   |     |     |     |  |  |     |  |  |  |  |  | Punti | Pos. |
| ---- | -------------------------------- | --------------- | --- | --- | - |  | - | --- | --- | --- |  |  | --- |  |  |  |  |  | ----- | ---- |
| 1977 | FIAT, Fiat Rally Team e Autonovo | Fiat 131 Abarth | Rit | Rit | 1 |  | 3 | Rit | Rit | Rit |  |  | Rit |  |  |  |  |  |       |      |

| 1978 | Scuderia                                      | Vettura                             |  |   |  |   |   |   |   |   |  |  |     |  |  |  |  |  | Punti | Pos. |
| ---- | --------------------------------------------- | ----------------------------------- |  | - |  | - | - | - | - | - |  |  | --- |  |  |  |  |  | ----- | ---- |
| 1978 | Fiat Alitalia, Alitalia Fiat e Lancia Pirelli | Fiat 131 Abarth e Lancia Stratos HF |  | 3 |  | 1 | 2 | 1 | 2 | 1 |  |  | Rit |  |  |  |  |  |       |      |

| 1979 | Scuderia                  | Vettura                             |   |   |  |   |  |  |   |  |   |  |   |  |  |  |  |  | Punti | Pos. |
| ---- | ------------------------- | ----------------------------------- | - | - |  | - |  |  | - |  | - |  | - |  |  |  |  |  | ----- | ---- |
| 1979 | Alitalia Fiat e Lancia GB | Fiat 131 Abarth e Lancia Stratos HF | 3 | 4 |  | 3 |  |  | 1 |  | 6 |  | 5 |  |  |  |  |  | 68    | 3º   |

| 1980 | Scuderia                                      | Vettura         |     |  |   |  |   |     |   |  |     |  |  |  |  |  |  |  | Punti | Pos. |
| ---- | --------------------------------------------- | --------------- | --- |  | - |  | - | --- | - |  | --- |  |  |  |  |  |  |  | ----- | ---- |
| 1980 | Fiat Italia, Fiat Rally / ASA e 4 Rombi Corse | Fiat 131 Abarth | Rit |  | 2 |  | 3 | Rit | 1 |  | Rit |  |  |  |  |  |  |  | 47    | 6º   |

| 1981 | Scuderia                           | Vettura                             |   |  |   |  |  |   |  |  |   |   |  |     |  |  |  |  | Punti | Pos. |
| ---- | ---------------------------------- | ----------------------------------- | - |  | - |  |  | - |  |  | - | - |  | --- |  |  |  |  | ----- | ---- |
| 1981 | Fiat Auto Torino e Team Chardonnet | Fiat 131 Abarth e Lancia Stratos HF | 7 |  | 1 |  |  | 2 |  |  | 2 | 9 |  | Rit |  |  |  |  | 56    | 4º   |

| 1982 | Scuderia       | Vettura          |  |  |  |  |   |     |  |  |     |     |  |   |  |  |  |  | Punti | Pos. |
| ---- | -------------- | ---------------- |  |  |  |  | - | --- |  |  | --- | --- |  | - |  |  |  |  | ----- | ---- |
| 1982 | Martini Racing | Lancia 037 Rally |  |  |  |  | 9 | Rit |  |  | Rit | Rit |  | 4 |  |  |  |  | 12    | 21º  |

| 1983 | Scuderia       | Vettura          |   |  |   |  |   |   |  |   |   |   |  |  |  |  |  |  | Punti | Pos. |
| ---- | -------------- | ---------------- | - |  | - |  | - | - |  | - | - | - |  |  |  |  |  |  | ----- | ---- |
| 1983 | Martini Racing | Lancia 037 Rally | 2 |  | 4 |  | 1 | 2 |  | 5 | 3 | 1 |  |  |  |  |  |  | 100   | 3º   |

| 1984 | Scuderia       | Vettura          |   |  |   |   |   |   |   |  |   |     |  |  |  |  |  |  | Punti | Pos. |
| ---- | -------------- | ---------------- | - |  | - | - | - | - | - |  | - | --- |  |  |  |  |  |  | ----- | ---- |
| 1984 | Martini Racing | Lancia 037 Rally | 8 |  | 2 | 4 | 1 | 3 | 2 |  | 2 | Rit |  |  |  |  |  |  | 90    | 3º   |

| 1985 | Scuderia       | Vettura                            |  |  |  |     |     |  |  |  |   |   |  |   |  |  |  |  | Punti | Pos. |
| ---- | -------------- | ---------------------------------- |  |  |  | --- | --- |  |  |  | - | - |  | - |  |  |  |  | ----- | ---- |
| 1985 | Lancia Martini | Lancia 037 Rally e Lancia Delta S4 |  |  |  | Rit | Rit |  |  |  | 3 | 4 |  | 2 |  |  |  |  | 37    | 7º   |

| 1986 | Scuderia       | Vettura         |     |   |     |   |     |     |   |   |   |  |  |   |   |  |  |  | Punti | Pos. |
| ---- | -------------- | --------------- | --- | - | --- | - | --- | --- | - | - | - |  |  | - | - |  |  |  | ----- | ---- |
| 1986 | Martini Lancia | Lancia Delta S4 | Rit | 2 | Rit | 3 | Rit | Rit | 2 | 2 | 3 |  |  | 2 | 1 |  |  |  | 104   | 2º   |

| 1987 | Scuderia       | Vettura             |  |   |   |  |  |   |   |  |  |   |  |     |   |  |  |  | Punti | Pos. |
| ---- | -------------- | ------------------- |  | - | - |  |  | - | - |  |  | - |  | --- | - |  |  |  | ----- | ---- |
| 1987 | Martini Lancia | Lancia Delta HF 4WD |  | 5 | 1 |  |  | 1 | 3 |  |  | 1 |  | Rit | 5 |  |  |  | 88    | 3º   |

| 1988 | Scuderia       | Vettura                                      |  |   |   |  |  |   |  |  |  |   |  |   |   |  |  |  | Punti | Pos. |
| ---- | -------------- | -------------------------------------------- |  | - | - |  |  | - |  |  |  | - |  | - | - |  |  |  | ----- | ---- |
| 1988 | Martini Lancia | Lancia Delta HF 4WD e Lancia Delta Integrale |  | 1 | 6 |  |  | 4 |  |  |  | 1 |  | 4 | 1 |  |  |  | 86    | 2º   |

| 1989 | Scuderia       | Vettura                |  |  |   |  |  |  |  |  |     |   |  |  |  |  |  |  | Punti | Pos. |
| ---- | -------------- | ---------------------- |  |  | - |  |  |  |  |  | --- | - |  |  |  |  |  |  | ----- | ---- |
| 1989 | Martini Lancia | Lancia Delta Integrale |  |  | 2 |  |  |  |  |  | Rit | 3 |  |  |  |  |  |  | 27    | 9º   |

| 1990 | Scuderia                      | Vettura          |  |  |     |  |     |  |  |   |  |     |  |     |  |  |  |  | Punti | Pos. |
| ---- | ----------------------------- | ---------------- |  |  | --- |  | --- |  |  | - |  | --- |  | --- |  |  |  |  | ----- | ---- |
| 1990 | Subaru Technica International | Subaru Legacy RS |  |  | Rit |  | Rit |  |  | 4 |  | Rit |  | Rit |  |  |  |  | 10    | 20º  |

| 1991 | Scuderia                 | Vettura          |  |   |   |  |  |     |   |  |     |   |  |  |  |     |  |  | Punti | Pos. |
| ---- | ------------------------ | ---------------- |  | - | - |  |  | --- | - |  | --- | - |  |  |  | --- |  |  | ----- | ---- |
| 1991 | Subaru Rally Team Europe | Subaru Legacy RS |  | 3 | 5 |  |  | Rit | 4 |  | Rit | 4 |  |  |  | Rit |  |  | 40    | 8º   |

| 1992 | Scuderia                                              | Vettura                                                      |     |   |   |   |  |     |  |  |   |  |  |  |  |   |  |  | Punti | Pos. |
| ---- | ----------------------------------------------------- | ------------------------------------------------------------ | --- | - | - | - |  | --- |  |  | - |  |  |  |  | - |  |  | ----- | ---- |
| 1992 | Toyota Team Europe, Toyota Team Sweden e Toyota Kenya | Toyota Celica Turbo 4WD (ST185) e Toyota Celica GT-4 (ST165) | Rit | 4 | 4 | 5 |  | Rit |  |  | 3 |  |  |  |  | 4 |  |  | 50    | 5º   |

| 1993 | Scuderia                             | Vettura                                                                |  |  |   |   |  |  |  |  |     |  |  |  |  |  |  |  | Punti | Pos. |
| ---- | ------------------------------------ | ---------------------------------------------------------------------- |  |  | - | - |  |  |  |  | --- |  |  |  |  |  |  |  | ----- | ---- |
| 1993 | 555 Subaru WRT e Toyota Castrol Team | Subaru Legacy RS, Toyota Celica Turbo 4WD (ST185) e Subaru Impreza 555 |  |  | 4 | 2 |  |  |  |  | Rit |  |  |  |  |  |  |  | 25    | 11º  |

| 2001 | Scuderia       | Vettura            |  |  |  |  |  |  |  |  |    |  |  |  |  |  |  |  | Punti | Pos. |
| ---- | -------------- | ------------------ |  |  |  |  |  |  |  |  | -- |  |  |  |  |  |  |  | ----- | ---- |
| 2001 | Blue Rose Team | Ford Focus WRC '99 |  |  |  |  |  |  |  |  | 16 |  |  |  |  |  |  |  | 0     |      |

| Legenda | 1º posto | 2º posto | 3º posto | A punti | Senza punti | Ritirato | Squalificato | NP=Non partito C=Gara cancellata | Apice=Power stage |